# Hans von Aulock
Hans Sylvius Hermann Maria von Aulock (* 27. November 1906 in Ohlau; † 23. November 1980 bei Ankara) war ein deutscher Bankier, Münzsammler und Numismatiker.
Hans von Aulock gehörte zur schlesischen Adelsfamilie der Aulocks und war der älteste Sohn des Majors Johannes von Aulock (* 1878). Er besuchte die Preußische Hauptkadettenanstalt in Lichterfelde. Von 1926 bis 1928 machte er eine Ausbildung zum Außenhandelskaufmann, daran schloss sich ein Volontariat bei einer Bank in London an. Von 1930 bis 1933 lebte er in Südafrika. 1934 ging er zur Dresdner Bank, wo er zunächst in Berlin, seit 1941 in Istanbul als stellvertretender Leiter der örtlichen Filiale der Bank (Deutsche Orientbank) tätig war. Von Aulock stand dem Nationalsozialismus kritisch gegenüber, deshalb beantragte er nach dem Abbruch der diplomatischen Beziehungen zwischen der Türkei und Deutschland Asyl in der Türkei. Daraufhin wurde er interniert, kam aber schon nach kurzer Zeit wieder frei und wurde Berater der Türkiye İş Bankası. 1952 wurde von Aulock Leiter der Repräsentanz der Dresdner Bank in Istanbul, was er bis zu seiner Pensionierung 1971 blieb. Er kam gemeinsam mit seiner Ehefrau Epiphania Coppola (1911–1980) bei einem Autounfall ums Leben.
Nachdem von Aulock in die Türkei gekommen war, entwickelte er Interesse an antiken Münzen und trug in seinem Leben eine etwa 9000 Stück umfassende Sammlung zusammen. Zentraler Bestandteil waren kleinasiatische Münzen der Römischen Kaiserzeit. Seine Sammlung wurde in 18 Bänden der Reihe Sylloge Nummorum Graecorum publiziert, zum größten Teil von Aulock selbst, der seine Kenntnisse nicht durch Studium oder Ausbildung, sondern als Autodidakt erworben hatte. Es ist bis heute ein bedeutendes Referenzwerk für griechische Münzen der römischen Kaiserzeit aus Kleinasien. Insbesondere forschte er zu den Bronzeprägungen dieses Gebietes und legte hier mehrere Einzelstudien zu den Prägungen verschiedener Städte vor. 1970 wurde ihm von der Universität Frankfurt die Ehrendoktorwürde verliehen. Die Sammlung wurde nach von Aulocks Tod aufgelöst und verkauft. Bedeutende Bestände finden sich heute im British Museum in London.

## Schriften
- Die Münzprägung des Gordian III. und der Tranquillina in Lykien. Wasmuth, Tübingen 1974 (Istanbuler Mitteilungen. Beiheft 11)
- Münzen und Städte Lykaoniens. Wasmuth, Tübingen 1976, ISBN 3-8030-1714-9 (Istanbuler Mitteilungen. Beiheft 16)
- Münzen und Städte Pisidiens. Wasmuth, Tübingen
  - Band 1, 1977, ISBN 3-8030-1718-1 (Istanbuler Mitteilungen. Beiheft 19)
  - Band 2, 1979, ISBN 3-8030-1721-1 (Istanbuler Mitteilungen. Beiheft 22)
- Münzen und Städte Phrygiens. Wasmuth, Tübingen
  - Band 1, 1980, ISBN 3-8030-1724-6 (Istanbuler Mitteilungen. Beiheft 25)
  - Band 2, 1987, ISBN 3-8030-1726-2 (Istanbuler Mitteilungen. Beiheft 27)